# Sewell (Chile)
Sewell – opuszczone miasto górnicze położone na wysokości ok. 2000–2200 m n.p.m. w Andach, w środkowym Chile, w regionie O’Higgins, 60 km na wschód od miasta Rancagua i 85 km na południe od stolicy kraju, Santiago.
Miasto zostało założone w 1905 roku przez spółkę Braden Copper dla pracowników podziemnej kopalni miedzi El Teniente. Zbudowano je na stromym górskim zboczu, wokół centralnie położonych szerokich schodów prowadzących od stacji kolejowej. Wzdłuż nich położone są miejskie place o nieregularnych kształtach oraz odchodzą ścieżki do mniejszych placyków i innych schodów łączących różne poziomy miasta. Zabudowa jest głównie drewniana, wzniesiona według XIX-wiecznego modelu amerykańskiego domu oraz w stylu inspirowanym modernizmem, a budynki pomalowane są w żywych barwach (niebieskiej, czerwonej, żółtej i zielonej).
W szczytowym okresie Sewell liczyło nawet 15 000 mieszkańców, jednak w latach 70. XX wieku zostało niemal zupełnie opuszczone. W 2006 roku miasto wpisano na listę światowego dziedzictwa UNESCO.

## Historia

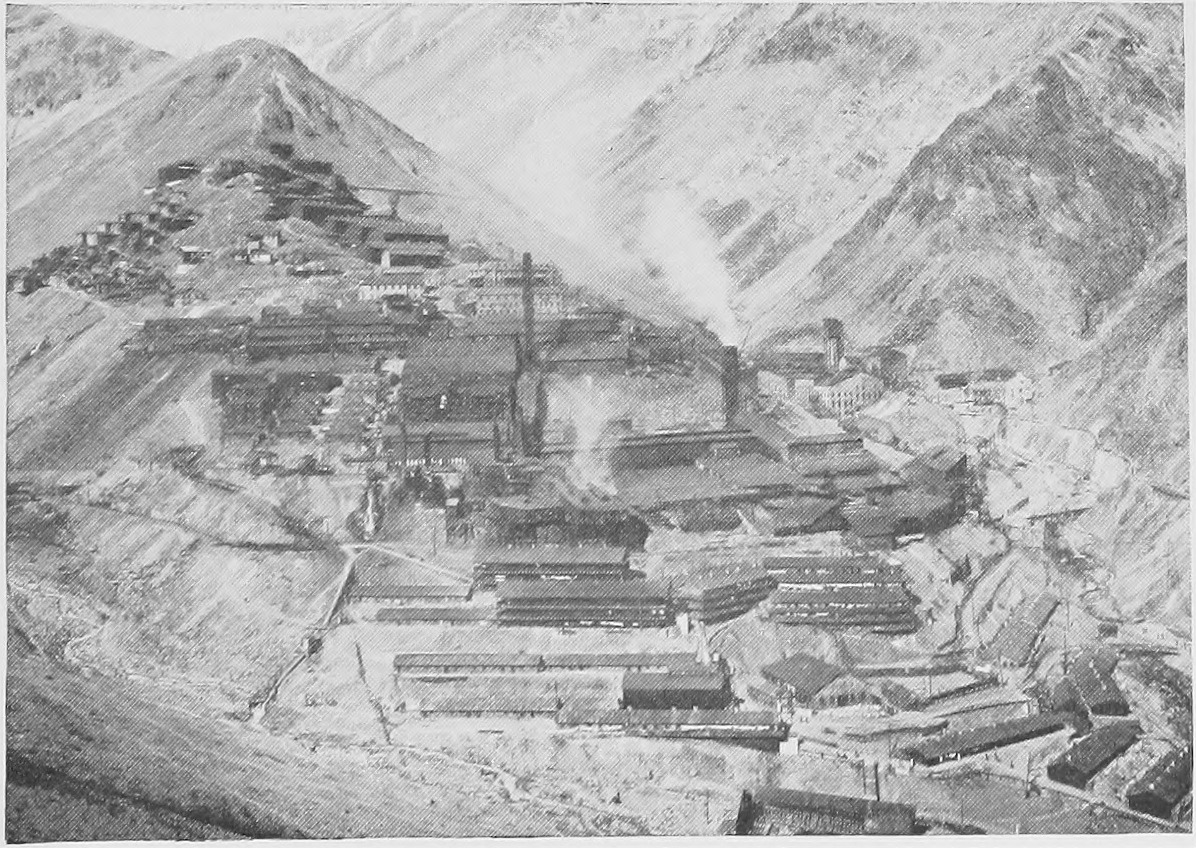
Sewell ok. 1920 roku

Miasto górnicze Sewell powstało na początku XX wieku, kiedy to rząd chilijski wyraził zgodę na eksploatację znajdujących się w Andach bogatych złóż miedzi, jednych z największych na świecie. Koncesję otrzymała firma amerykańskiego inżyniera górnictwa, Williama Bradena. W ramach przedsięwzięcia wkrótce powstały zakłady przeróbcze oraz wybudowano drogi i linię kolejową łączące kopalnię El Teniente z miastem Rancagua. Wzniesiono domy mieszkalne dla chilijskich robotników i amerykańskich właścicieli, a także budynki użyteczności publicznej (jak np. szpital) oraz handlowo-usługowe (w tym kino).
W latach 60. XX wieku państwo stało się głównym akcjonariuszem kopalni, a miasto przeżyło szczyt swojego rozwoju – liczyło 15 000 mieszkańców w 1968 roku. Po okresie prosperity, w wyniku decyzji o przesiedleniu pracowników do Rancagui oraz po przeprowadzonej w 1971 roku nacjonalizacji zakładu, miasto zaczęło się wyludniać, aż w końcu zostało zupełnie opuszczone. Ochronę i konserwację Sewell rozpoczęto w latach 90. XX wieku. Miasto pozostaje własnością oddziału „El Teniente” państwowego przedsiębiorstwa Codelco (hiszp. Corporación Nacional del Cobre de Chile) zajmującego się górnictwem rud miedzi w Chile. W 2006 roku powołana została Fundación Sewell („Fundacja Sewell”) odpowiedzialna za zarządzanie, ochronę i promocję miasta górniczego Sewell.

## Charakterystyka

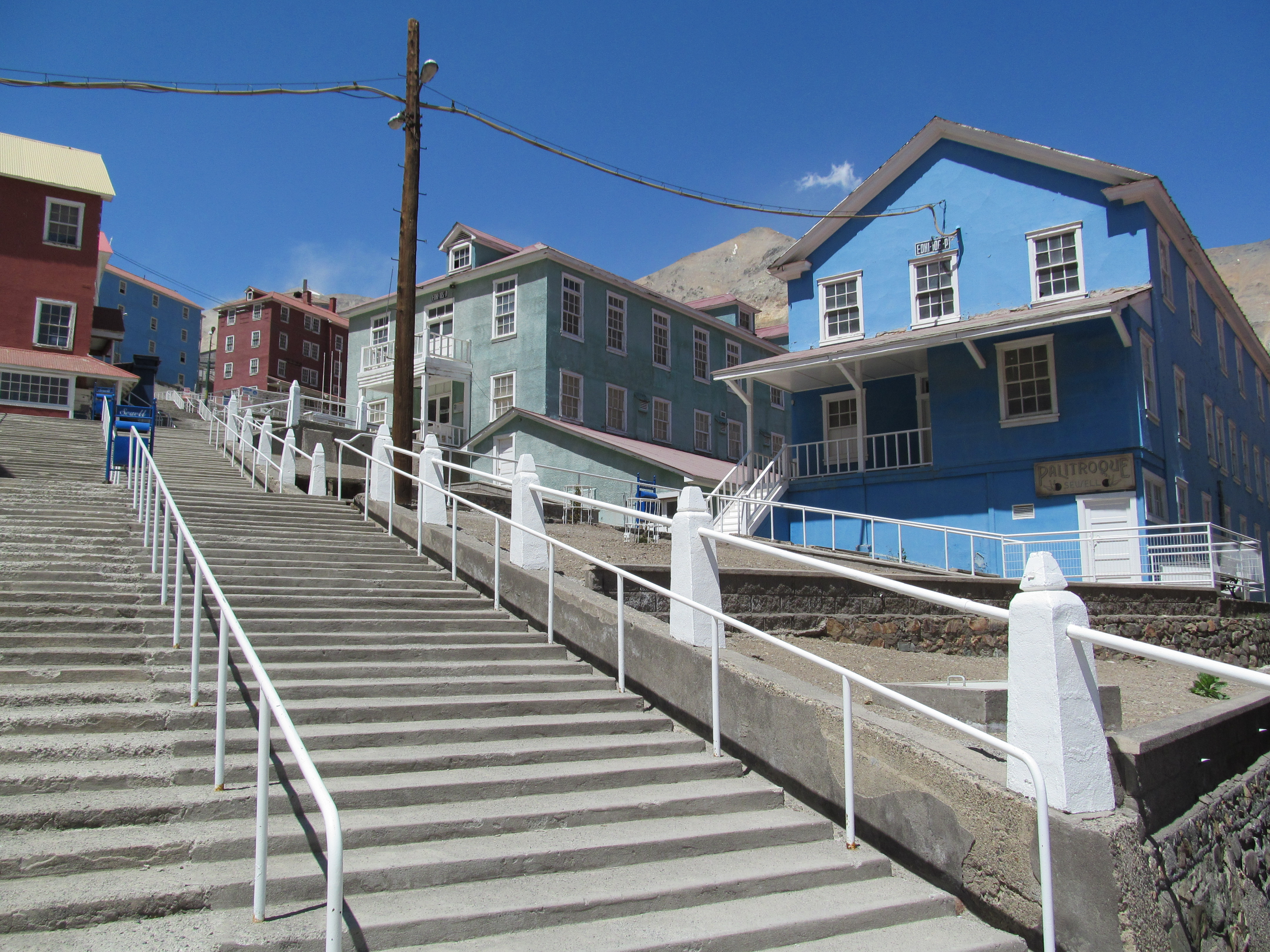
Centralne schody i fragment zabudowań Sewell (2012)

Obszar miasta wpisany na listę światowego dziedzictwa UNESCO ma powierzchnię 17,2 ha, a strefa buforowa wokół niego liczy 33 ha. Sewell ze względu na swój układ urbanistyczny, który charakteryzuje się systemem schodów, schodków i ścieżek przeznaczonych wyłącznie dla pieszych oraz rozlokowanymi pomiędzy zabudowaniami niewielkimi otwartymi przestrzeniami publicznymi, znane jest jako „Miasto Rozciągnięte Na Wzgórzu” (hiszp. Ciudad Derramada en el Cerro) lub „Miasto Schodów” (hiszp. Ciudad de las Escaleras).
W Sewell, ze względu na geograficzną izolację miasta, wykształcił się specyficzny model społeczności. Kawalerowie mieszkali w kilkuosobowych pokojach, a rodziny z dziećmi – w stosunkowo wygodnych mieszkaniach. Szczególnie dużym szacunkiem w górniczym mieście cieszyły się kobiety; mieszkały w bardzo dobrych warunkach, mając rzekomo do dyspozycji nawet kilkupokojowe apartamenty z własnymi łazienkami.
Zabudowa przemysłowa stanowi 80%, a zabudowa mieszkaniowa 38% budynków w mieście. Instalacje przemysłowe wykorzystujące nachylenie górskich zboczy do dziś pozostają najważniejszymi elementami Sewell. Zachowały się budynki mieszkalne i mieszkalno-usługowe, infrastruktura elektryczna i wodno-kanalizacyjna, most Rebolledo oraz wciąż sprawny zakład przeróbczy wydobytej rudy. Nie przetrwała natomiast część wolnostojących domów jednorodzinnych mieszkańców pochodzących ze Stanów Zjednoczonych.
Działalność górnicza w okolicy Sewell nadal jest prowadzona, dlatego dostęp do miasta jest ograniczony. Wycieczki są organizowane tylko przez jednego akredytowanego touroperatora i nie ma możliwości samodzielnego dotarcia do miasta.

## Galeria

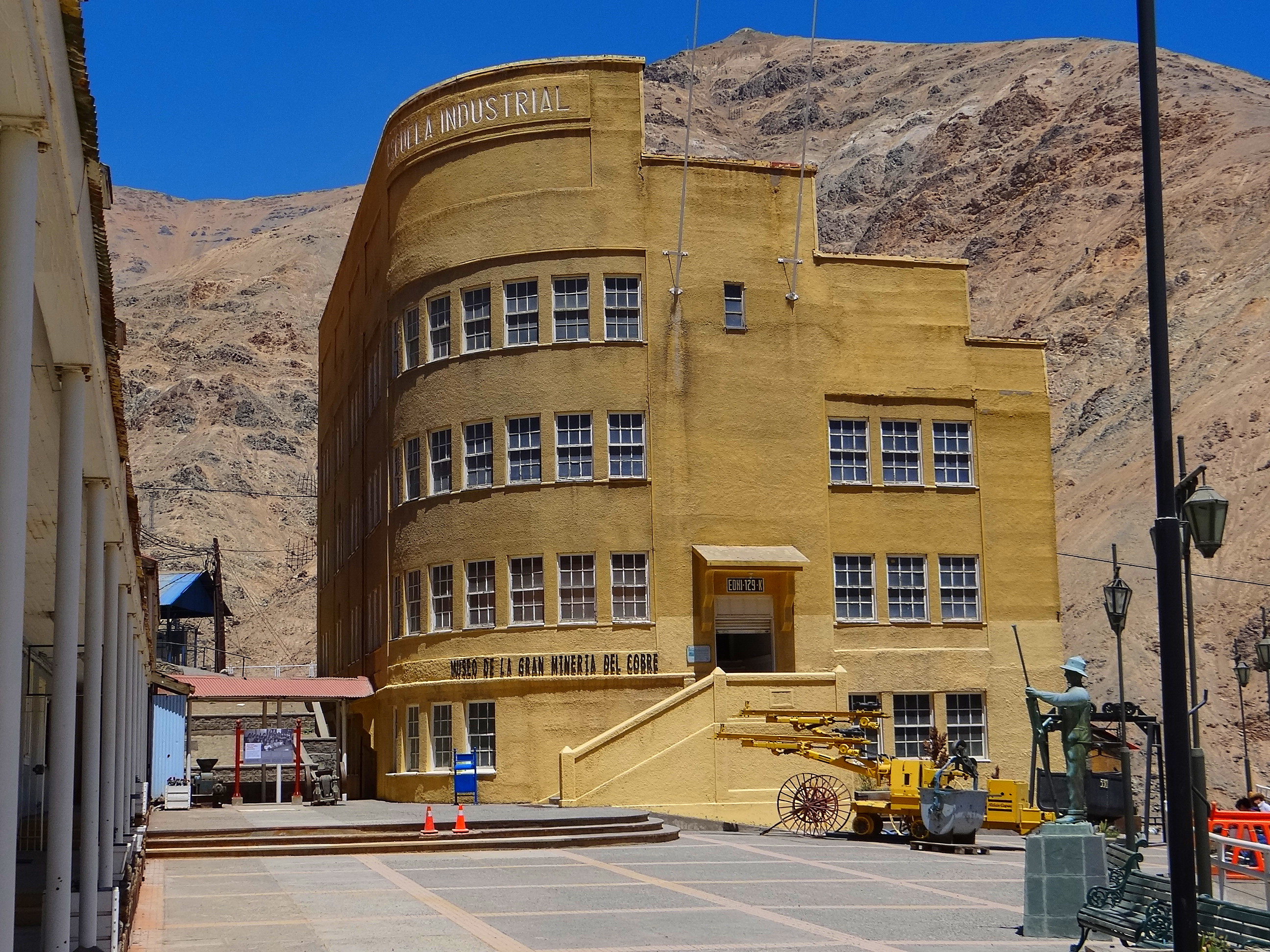
Budynek szkoły z 1936 roku (2015)
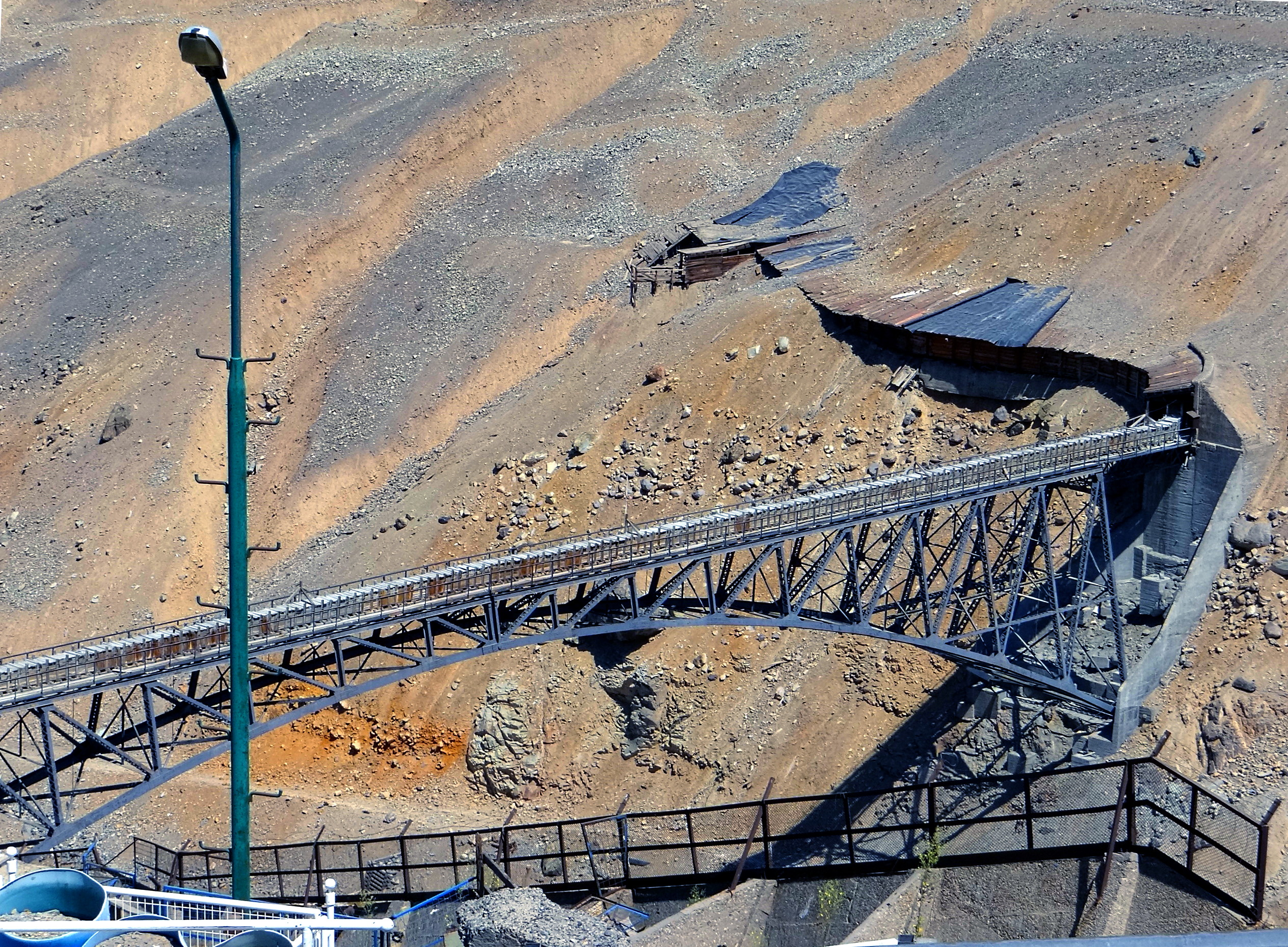
Most Rebolledo (2015)
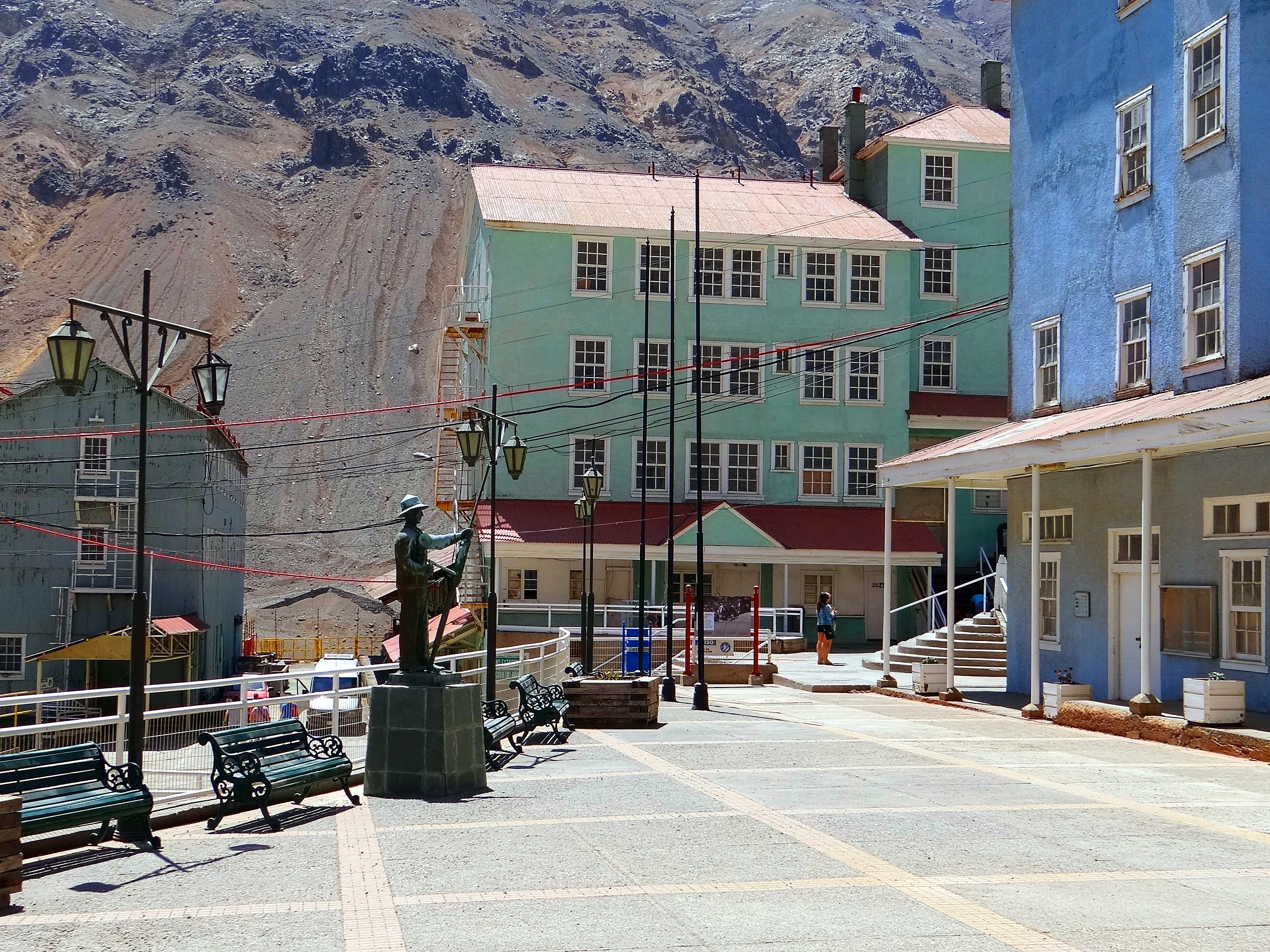
Plac w centrum miasta (2015)
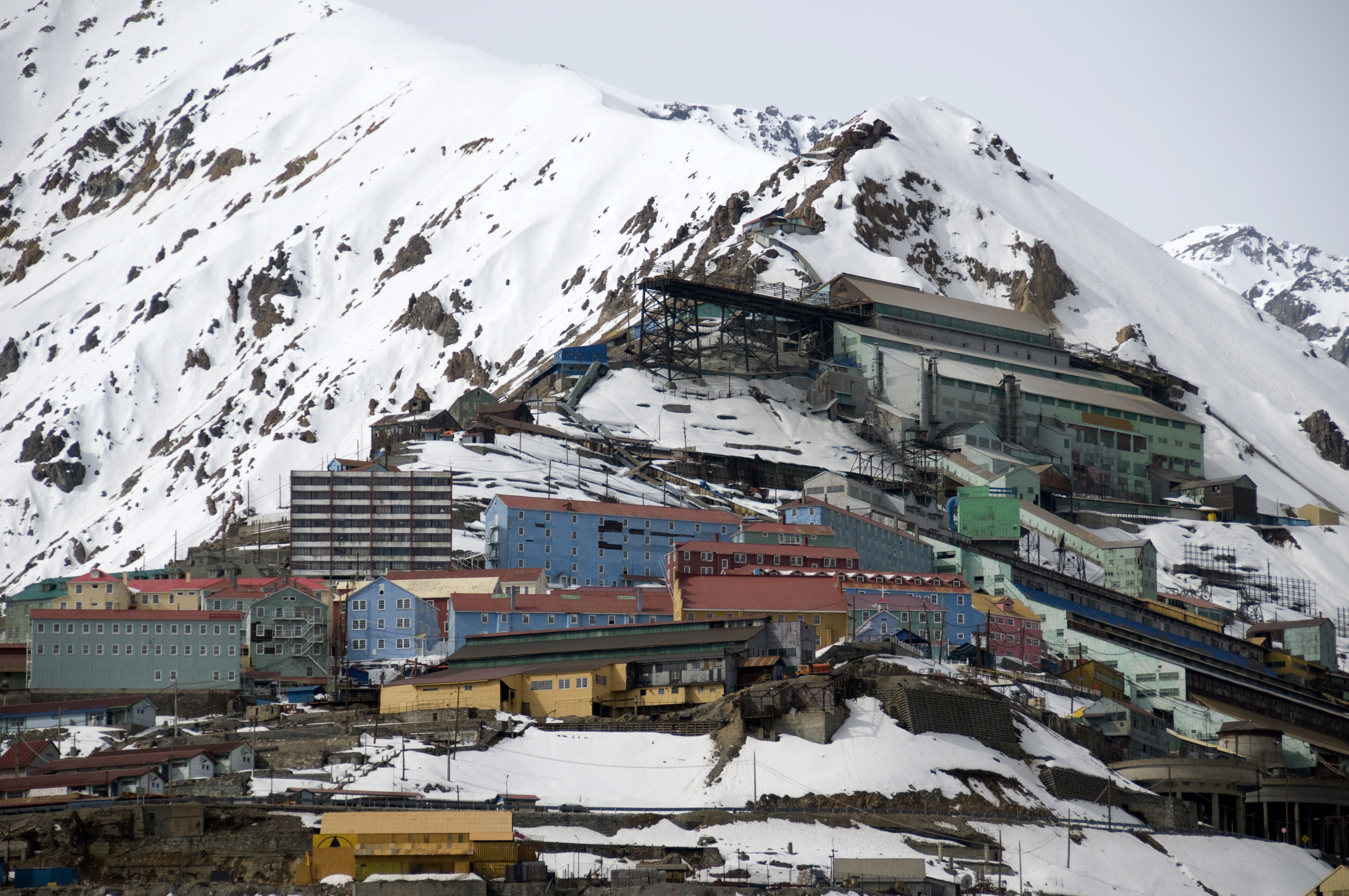
Widok ogólny miasta Sewell zimą (2008)
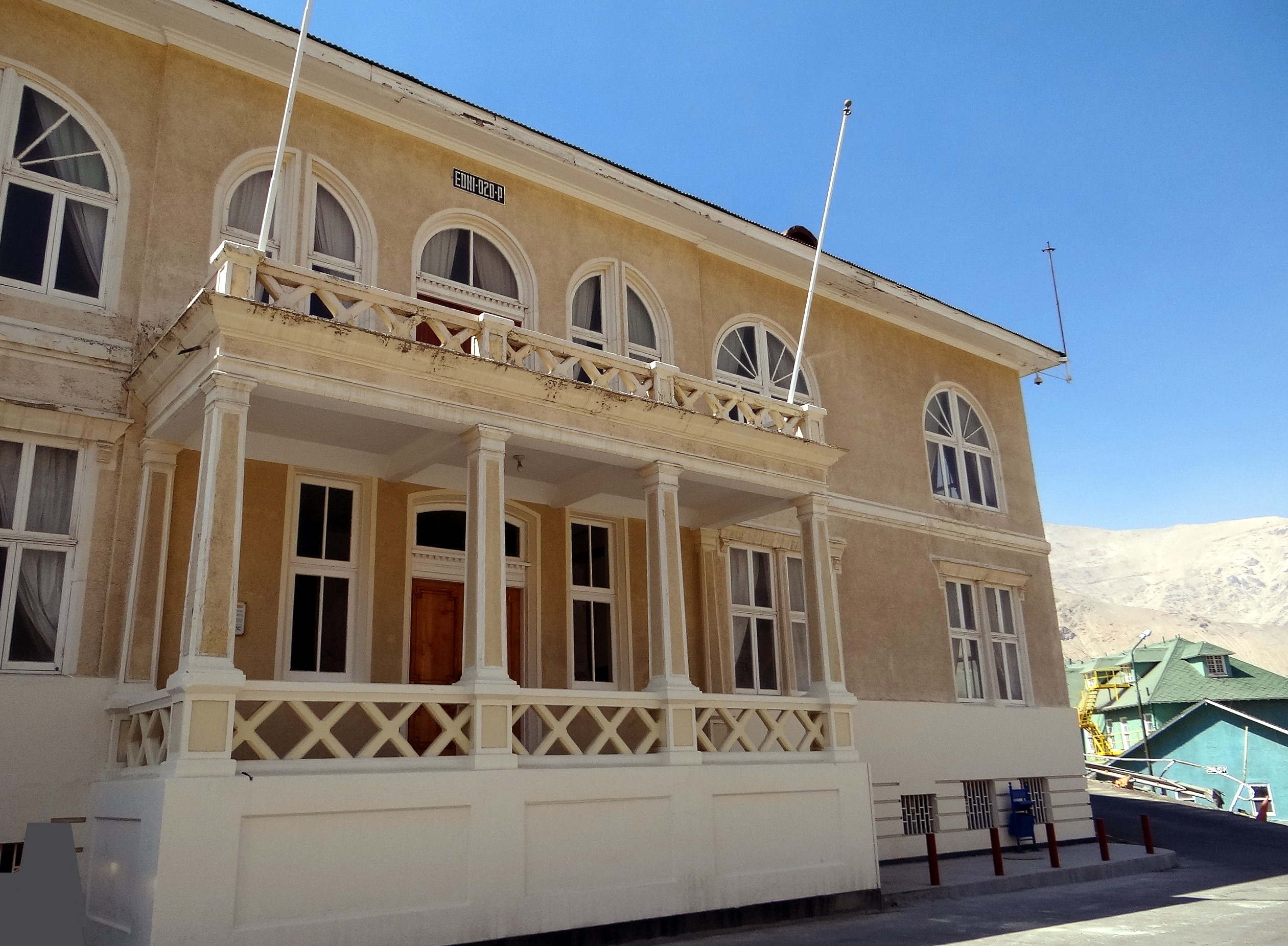
El Teniente Club (2015)
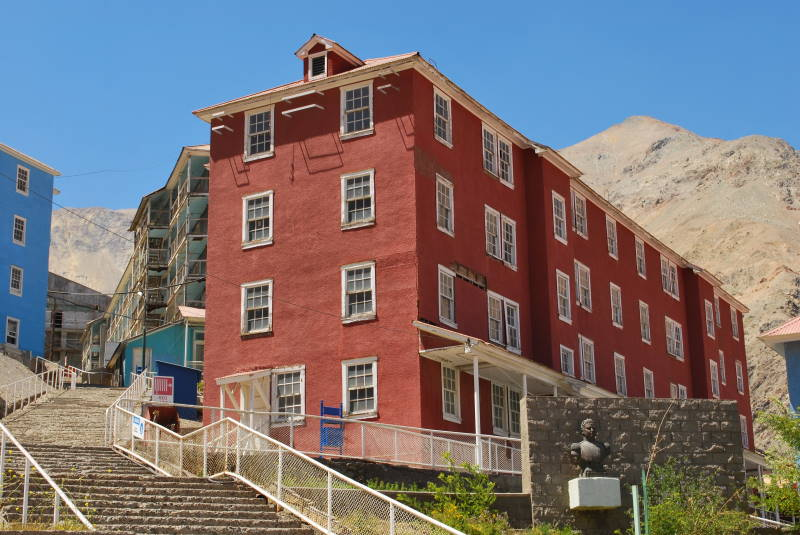
Jeden z budynków w mieście (2010)
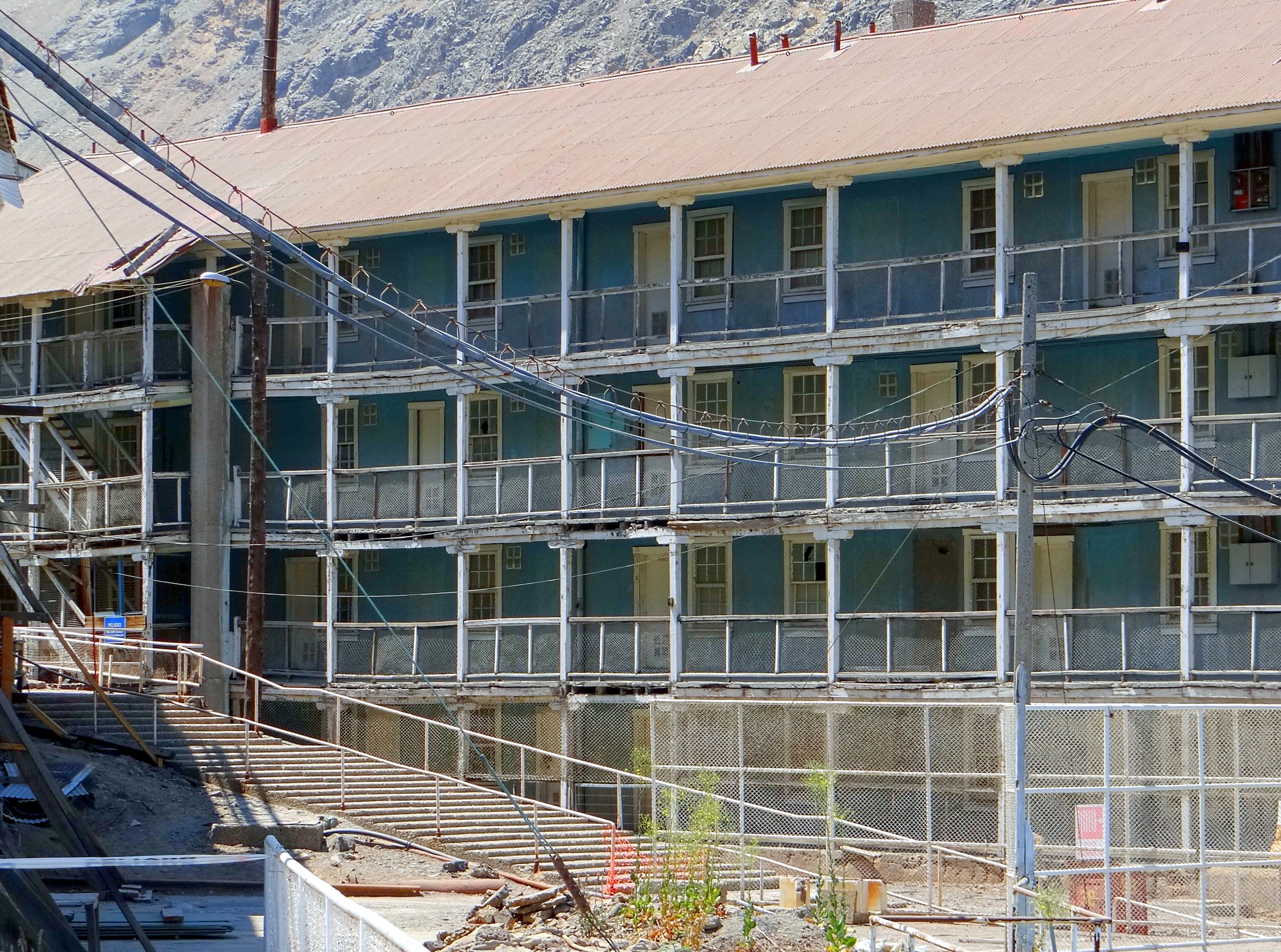
Budynek mieszkalny dla pracowników kopalni (2015)
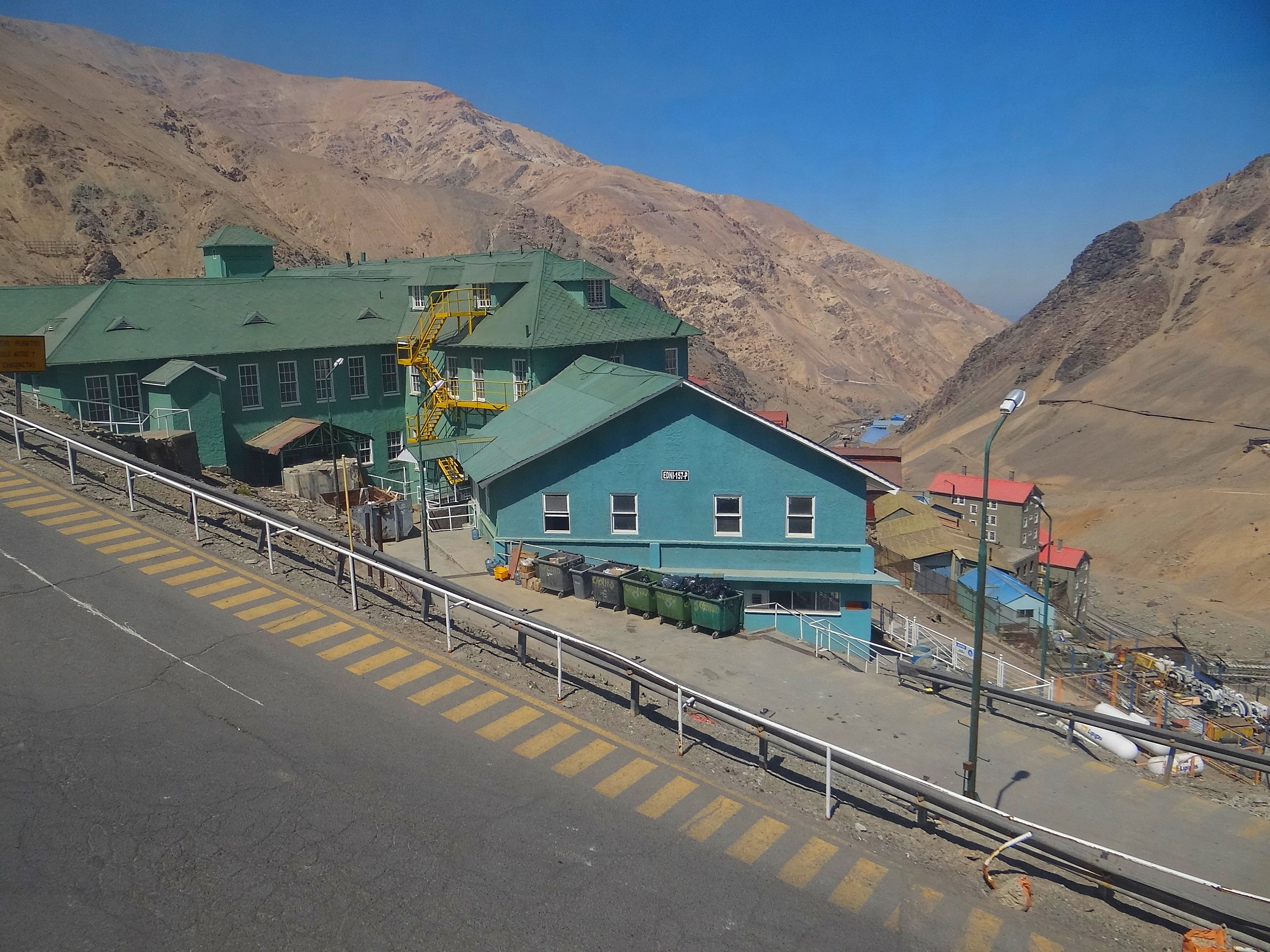
Szpital w Sewell (2015)